# Parque del Mirador del Migdia
El parque del Mirador del Migdia se encuentra en la montaña de Montjuïc, en el distrito de Sants-Montjuïc de Barcelona. Fue creado en 1992 con un proyecto de Beth Galí, Jaume Benavent y Andreu Arriola.

## Descripción
Se trata de una gran zona forestal situada en la vertiente sur de la montaña de Montjuïc. Se encuentra entre el Castillo de Montjuïc y el Estadio Olímpico Lluís Companys, junto al Cementerio del Sudoeste y el Fossar de la Pedrera, e incluye la zona del Sot del Migdia, una antigua cantera reconvertida en espacio para conciertos y eventos deportivos. La fuerte pendiente del parque hace que sus caminos estén trazados en zig-zag, mientras que las zonas verdes —anteriormente de simples matorrales— recrean el típico bosque mediterráneo de pinos, encinas, fresnos, robles y sotobosque, aunque en algunos puntos presenta un aspecto más artificial, como el paseo de palmeras de la parte superior. En este paseo se plantaron en 1999 los llamados Árboles de los cónsules, un conjunto de 45 árboles representativos de diferentes países plantados por 45 cónsules acreditados en Barcelona. En la zona conocida como Camí de l'Esparver se encuentran los restos del Castillo del Puerto, un antiguo enclave de origen medieval del que solo quedan unas pocas piedras que fueron la base de un torreón. En este lugar se colocó en 1989 una placa conmemorativa del Milenario de Cataluña, promovida por el Fomento Excursionista de Barcelona. El parque presenta unas magnícas vistas del Puerto de Barcelona y El Prat de Llobregat, así como del Mar Mediterráneo.

## Vegetación
Entre las especies presentes en el parque se hallan: el pino blanco (Pinus halepensis), el pino piñonero (Pinus pinea), la encina (Quercus ilex), el ciprés (Cupressus sempervirens), el olivo (Olea europaea), la acacia (Robinia pseudoacacia), el eucalipto (Eucalyptus globulus), el fresno (Fraxinus excelsior), el chopo (Populus nigra "Italica"), la tipuana (Tipuana tipu), el árbol del amor (Cercis siliquastrum), la chumbera (Opuntia ficus-indica), la retama (Spartium junceum), la adelfa (Nerium oleander) y la palmera de Canarias (Phoenix canariensis).